# Strogulomorpha borea
Strogulomorpha borea är en insektsart som beskrevs av Desutter-grandcolas 1988. Strogulomorpha borea ingår i släktet Strogulomorpha och familjen syrsor. Inga underarter finns listade i Catalogue of Life.